# Nitte (mekanik)
En nitte er et mekanisk fastgøringsemne som består af en glat cylindrisk akse med hoved i begge ender. Det ene hoved er (normalt) fremstillet på fabrikken, det andet laves af smeden under arbejdet. Små nitter (op til 8 mm) kan nittes kolde, større nitter nittes i glødende tilstand. Ud over at gøre metallet lettere at bearbejde, vil nitten trække sig sammen under afkølingen og presse emnerne tættere sammen. Nitterne kunne opvarmes i små, transportable esser.
Først bores et hul gennem begge emner. Hullernes diameter skal nøje passe til de anvendte nitter (diameteren er lidt større end nittens diameter) og sidde lige ud for hinanden. Passer hullerne ikke overens, kan de tilpasses med en nittehulsrømmer, en art fræseværktøj.
Nitten isættes og emnerne presses tæt sammen med en nagletrækker. Derpå stukkes nitten med et kraftigt slag med en hammer. Herved udvides nitten lidt, og udfylder hullet. Derpå tildannes det andet hoved med omhyggelige slag. Til slut kan hovedet rundes med en knapmager. Ved større nittearbejder benyttes trykluftdrevne nittehamre. Det er nødvendigt med et modhold under arbejdet, f.eks. udført af en medhjælper på den anden side. Denne medhjælper kan også stå for at tage nitterne ud af ovnen og placere dem i hullerne. 
Som nævnt trækker nitterne pladerne i et skib eller en kedel sammen, når de afkøles. For at sikre en helt tæt sammenføjning vil man stemme pladerne langs de overlappende kanter. 
En blindnitte eller popnitte er rørformet med en krave på forsiden og har en metalpind i midten som anvendes til at presse nitten fast med ved et træk i pinden med en særlig tang. Røret udvides på bagsiden, og fastholder nitten. Samtidig rives stangen over ved et svækket sted med indsnit på stangen inde i røret. Blindnitter kan derfor anvendes på steder, hvor man ikke eller vanskeligt kan komme til fra begge sider og arbejdet er ganske enkelt. Styrken af hver enkelt nitte er ikke nær så stor som almindelige nitter af samme dimensioner. 
Nitning giver en sammenføjning, der ikke uden videre kan adskilles. For at adskille samlingen, skal nitterne fjernes. Det kan gøres enten ved at bore dem ud, eller ved at hugge det ene hoved af med en mejsel, og drive resten af nitten ud med en dorn. Nitning var tidligere meget brugt ved alle former for store jern- og stålkonstruktioner som broer, tårne (f.eks. Eiffeltårnet) og jernskibe. I dag er nitter i høj grad erstattet med svejsning, men nitning anvendes stadig ved mange mindre opgaver.